# Németh Péter Mikola
Németh Péter Mikola (Diósgyőr, 1953. július 15.) költő, esszéíró, performer, szerkesztő-rendező. A Mikola nevet (Mykola, Mikwla, Mycoola, Micholoht) versei megjelenésekor 1979-ben, illetve első színházi rendezései, költői performanszai bemutatásakor hátravetett, megkülönböztető keresztnévként vette fel, választott szülőföldje, az Ipoly-táji Vámosmikola tiszteletére.

## Élete
Az egri Ho Si Minh Tanárképző Főiskola budapesti kihelyezett tagozatán 1986-ban népművelő–pedagógia szakos oklevelet, 1991-ben az ELTE BTK filozófia szakán tanári diplomát szerzett. 1983 és 2000 között a váci Madách Imre Művelődési Központ munkatársa, 1995-től igazgatója, majd 1995 és 2000 között a Madách Rádió és Televízió munkatársa, szerkesztője.
A váci Madách Színkör és a  "Fiesta" Színháza (1984–1996) alapítója, művészeti vezetője, forgatókönyv írója, rendezője. 1988-tól a Madách-kör ügyvezető elnöke. 
1987-ben csatlakozik a párizsi Magyar Műhely avantgárd szellemi köréhez.
A "Fiesta" Kortárs Művészeti Színházat és Kiadói Tevékenységet Szolgáló Alapítvány elnöke (1992).
A Szent István Király Alapítvány az Ipoly Mente Kultúrkörért alapítója (1993), valamint az Ipoly Eurorégió magyar-szlovák Határon Átnyúló Együttműködés titkára (1999). 
A Katedrális irodalmi, művészeti és bölcseleti folyóirat (1991–1993) alapító–főszerkesztője. Az E(x)KSZPANZIÓ nemzetközi kortárs művészeti fesztiválok (1989–2000) társszervezője, majd 2001 és 2025 között a társulás találkozóinak alkotó–rendezője.  
A Magyar Írószövetség tagja (2010–) és az Avantgárd szakosztály Bohár András Körének (2011–) elnökségi tagja. A Szépírók Társasága tagja (2019). 

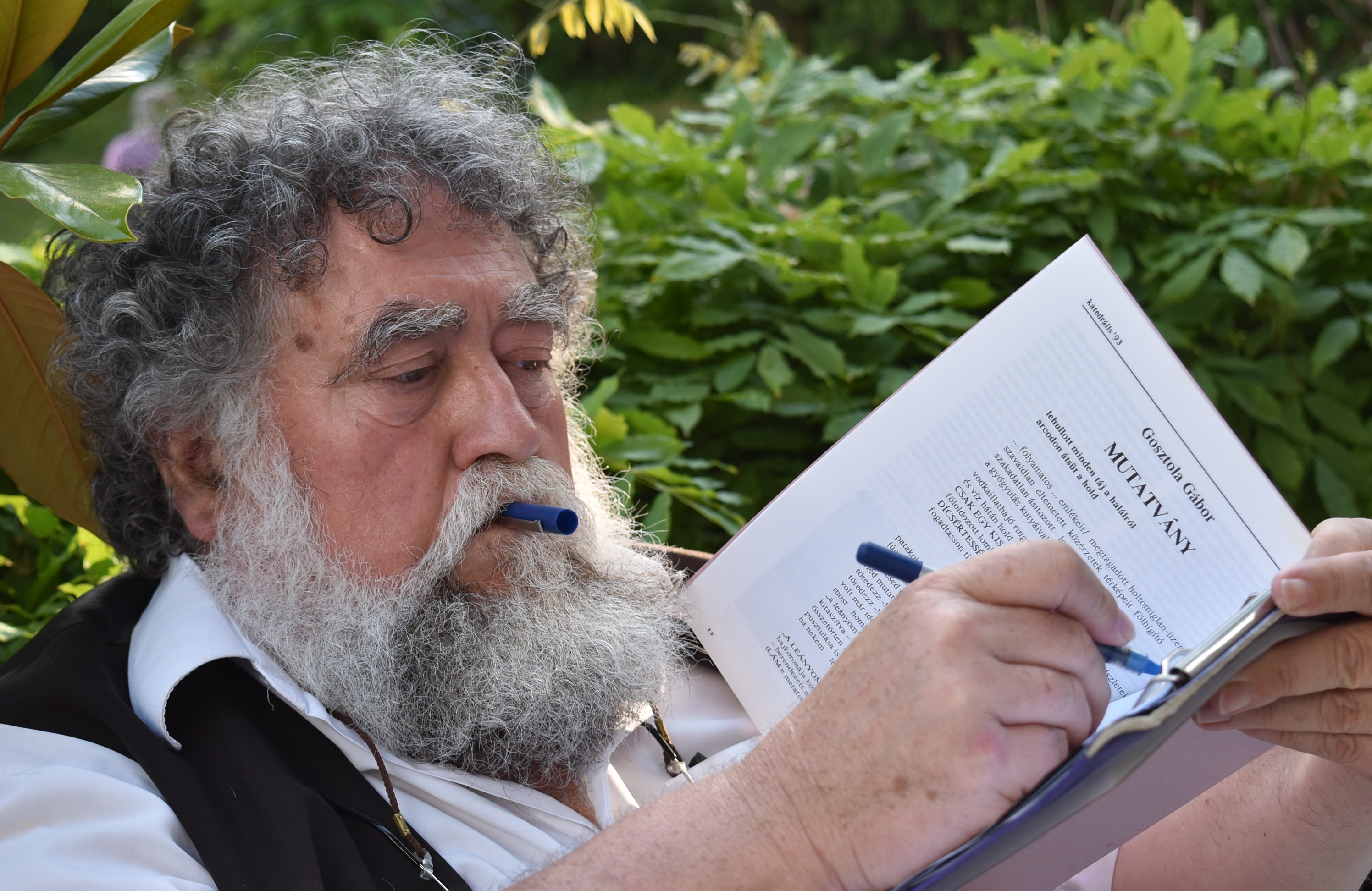
2017-ben Szentendrén, a Gosztola Gábor lakástárlatán megrendezett Poétai Pleneren versírás közben (Tóth Csilla Ilona fényképfelvétele)

## Önálló művei
- FŐBE(n)járó Üzenet – Versek, Göncöl Csillagászati és Planetológiai Társaság gondozásában, Szerkesztette: Rózsa Endre; Lektorálták: Czine Mihály, Majtényi Zoltán – Vác, 1986. ISBN 963 500 371 4
- MYSTERIUM CARNALE  – Hommage á Pilinszky (Versek), Napkút Kiadó, Budapest, 2006. ISBN 963 8478 49 7, ISBN 978 963 8478 49 8
- MYSTERIUM CARNALE  – Hommage á Pilinszky (Versek Németh Zoltán fotográfiáival), Napút füzetek 9. – KávaTéka, Napkút Kiadó, Budapest, 2006.
- EXPEDIÁ(L)t Európa – Konkrét-költészet, KávaTéka: Napút-füzetek 26., Budapest, 2008.
- VISSZASEJTESÍT (Válogatott és új versek, költészeti montázsok, irodalmi-fotóművészeti performanszok),  Napkút Kiadó, Magyar Műhely Kiadó, Cédrus Művészeti Alapítvány, Budapest, 2008. ISBN 978 963 263 017 5
- TALÁN – 77 Magyar haiku...és..., Baksai József grafikáival, Napkút Kiadó, Budapest, 2015. ISBN 978 963 263 499 9
- SZeMéLYeSSéG a SzeMélyTeLeNséGBeN - PÁRBESZÉLGETÉSEIM KÖNYVE, Budapest–Hvar – Párizs – Róma –Vác (1992–2005–2018) Hungarovox Kiadó, Budapest, 2018.  ISBN 978 615 5743 01 6
- MYSTERIUM CARNALE / MISTERIUM CIALA / Testté vált hittitok – Hommage á Pilinszky,(Magyar-lengyel nyelvű bilingvis kötet Németh Zoltán Pál fotográfiáival és Csorba Simon átrajzolásaival), Napkút Kiadó, Budapest, 2021. ISBN 978 615 6283 57 3

## Bemutatott dramatikus munkái
- Alleluia - Költői adaptáció, videofilm, Vác. Madách Stúdió, 1992.
- "Fekete Vasárnapi Requiem" Egy Kálváriáért - Videofilm, Vác, ES Stúdió, 1994.
- "Gerinc" - Kiállítás-performance, videofilm, Madách Stúdió, Vác, 1994.
- Mysterium Carnale - Kiállítás-performance, videofilm, Balassagyarmati Stúdió, 1995.
- Burns - Villon: VIDÁM KOLDUSOK (anarchista kántáta forgatókönyve egy végben) a FIESTA Színháza játékában, 1986.
- Shakespeare: A VIHAR  (színmű-tanulmány) forgatókönyve - a FIESTA Színháza bemutatásában, 1988.
- NE HAGYJÁTOK CSERBEN A TORTÁS  EMBERT (Bringwoar Hont Iván által feldolgozott azonos című műve,

- Orwell 1984 című regénye alapján a  forgatókönyvet írta és rendezte: Németh Péter Mikola > Bemutatva a „Fiesta” Színháza előadásában : 1989-90 között Vác – Bp. Egyetemi Színpad – Zebegény;

- MIKOLAI BETLEHEMI JÁTÉKOK (hagyományőrzők dramatikus játéka). A forgatókönyvet írta és rendezi: Németh Péter Mikola. Bemutatva: 1993 óta minden év Adventjén.

## További információ
- Németh Péter Mikola haikui (terebess.hu)